# Энергетик (Белорусская железная дорога)
Энерге́тик (бел. Энергетык) — железнодорожный остановочный пункт Минского отделения Белорусской железной дороги, расположенный в Дзержинском районе Минской области, в черте посёлка Энергетиков, между станцией Негорелое и платформой Асино.  

## История
Железнодорожная платформа была открыта и введена в эксплуатацию приблизительно в 1960-е годы, для жителей посёлка Энергетиков, жилые массивы которого были построены в то же время для рабочих производственно-ремонтной базы треста «Западэлектросетьстрой». Железнодорожные пути были проложены в этой местности ещё в 1871 году. В 1975 году остановочный пункт был электрифицирован переменным током (~25 кВ) в составе участка Минск—Столбцы.

## Устройство станции
Железнодорожный остановочный пункт имеет две боковые низкие платформы. Переход железнодорожного полотна осуществляется по настилу на железнодорожных путях. Помимо этого на платформе в направлении Минска имеется пассажирский павильон, в котором расположена билетная касса, работающая круглосуточно.

## Пассажирское сообщение
На платформе ежедневно останавливаются 8 пар пассажирских электропоездов на Барановичей и 8 пар до станции Столбцы. Время пути до Минска составляет приблизительно 1 час 10 минут (без учёта остановок на станциях), до Барановичей — в среднем 1 час 50 минут и до Столбцов — 30 минут.
Платформа обслуживает жителей посёлка Энергетиков и Городище, города Узда, деревень Павловщина, Каменка, Мостище, Логовище, Гарбузы и др.
На выходе с платформ расположено разворотное кольцо наземного пассажирского транспорта с автобусной остановкой, с которой ежедневно отправляются автобусы 215с маршрута до Узды (14 рейсов; 1 — с заездом в Гарбузы, 2 — с заездом в с/т «Усса», деревни Малая и Великая Уса), по выходным курсируют также автобусы 231э маршрута до с/т «Математик» и города Столбцы (всего 5 рейсов в день). Ранее также работал 255 маршрут напрямую до Минска (автостанция Юго-Западная).
В шестистах метрах на запад от платформы расположен остановочный пункт «Павловщина» от которого курсирует автобусный маршрут 221э, который работает по выходным дням и следует до садоводческих товариществ в районе деревень Полоневичи и Павловщина.